# Kleinhohenried
Kleinhohenried ist ein Gemeindeteil von Karlshuld im Landkreis Neuburg-Schrobenhausen, der zum Regierungsbezirk Oberbayern in Bayern gehört.

## Landschaft und Klima
Das Dorf Kleinhohenried gehört zu den Siedlungen, die im späten 18. Jahrhundert im Donaumoos, einst dem größten Niedermoor Bayerns, angelegt wurden. Das Moor sollte damals kultiviert und zu einer ertragreichen landwirtschaftlichen Fläche umgestaltet werden.
Kleinhohenried hat ein gemäßigtes, aber warmes Klima. Der Jahrestemperaturdurchschnitt liegt bei 8,5 °C. Mit durchschnittlich 22 mm ist der Februar der niederschlagsärmste Monat, der Juni ist mit 99 mm der niederschlagsreichste Monat. Im Durchschnitt fallen in Kleinhohenried 757 mm Niederschlag pro Jahr.

## Geschichte
Am Brunner Erdweg, der heute Pfaffenhofener Straße heißt, ließ sich im Jahr 1799 ein Siedler namens Veit Templin nieder. Wenige Jahre später wurden in einem Schreiben der Königlichen Landesdirektion die „Kolonisten von Brandheim“ erwähnt: Diesen Kolonisten wurde am 18. August 1807 die Ablösung von der Zinslast gestattet. Brandheim lag auf dem Gebiet zwischen dem heutigen Friedhof an der Pfaffenhofener Straße in Karlshuld und der Einmündung nach Kleinhohenried. In der Einöde Brandheim lebten im Jahr 1818 zwei Familien in einem Gehöft. Die Einöde Neuhohenried, aus der später Kleinhohenried wurde, bestand aus zwei Höfen, in denen zwei Familien lebten.
Die Kolonistenfamilien in Brandheim und Kleinhohenried waren finanziell verhältnismäßig gut gestellt. Um sich von den hohen Abgaben zu befreien, die ihnen aus den mitzutragenden Armenlasten der Gesamtgemeinde Karlshuld erwuchsen, stellten sie am 1. Dezember 1848 den Antrag, sich von Karlshuld lösen und eine eigene Gemeinde bilden zu dürfen. Der Gemeinde Karlshuld war daran nichts gelegen und sie wies am 9. Januar 1849 das Königliche Landgericht in Neuburg darauf hin, dass eine solche Ausgliederung von Brandheim und Kleinhohenried existenzgefährdend für die Gemeinde Karlshuld sei. Der Ausgliederungsantrag sei deshalb abzulehnen. So geschah es auch. Am 10. Juli 1849 wurde der Ausgliederungsantrag zurückgewiesen, weil er nicht begründet sei.

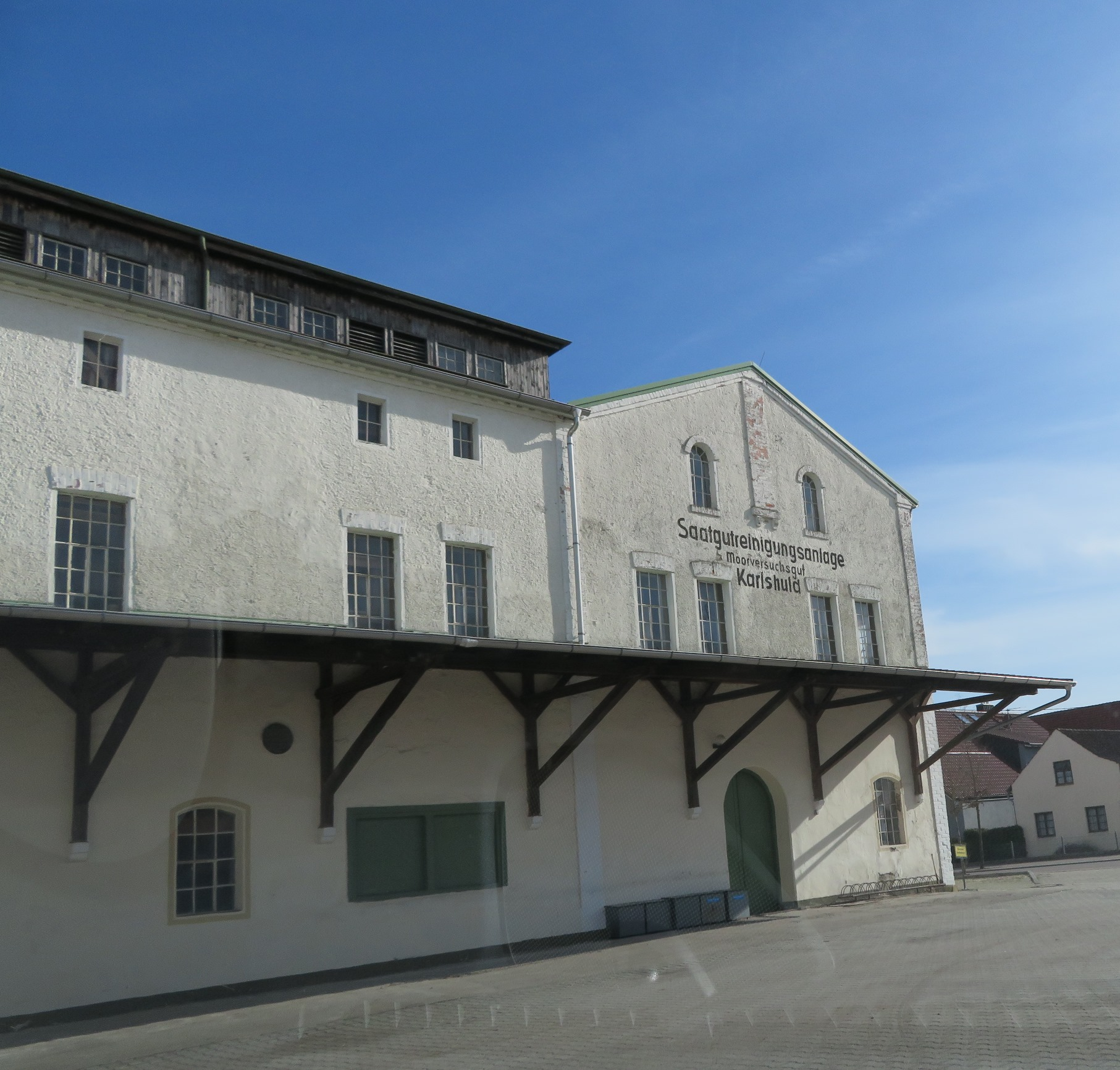
Saatgutreinigungsanlage und Moorversuchsanstalt in Karlshuld

Dass das Donaumoos überhaupt mit Kolonisten besiedelt wurde, geht auf die Initiative des Reichsfreiherrn und Generalmajors Karl Wilhelm Joseph Adam von Eckart zurück, der als Aktionär der Donaumooskultursozietät größere Mengen Moorland ankaufte. Ab 1790 wurde das Donaumoos trockengelegt und ab 1794 mit einer Kolonie besiedelt. Den Gemeindenamen Karlshuld gab es zur Zeit der Erstellung des Hofmarkspatents 1795 noch nicht. Weil die Kolonisten meist zu wenig Land erhielten, um sich davon ernähren zu können, nahm die wirtschaftliche Entwicklung der Gegend Schaden und das Moos wäre beinahe wieder in seinen Urzustand zurückverfallen. Ab 1817 wurden aber die Gräben und Brücken saniert und die Kolonisten erhielten Land vom Staat. Neue Kolonisten wurden unter anderem nach ihren Charaktereigenschaften ausgewählt, weil die verarmten Familien, die als erste im Moos gesiedelt hatten, zum Teil aus Not kriminell geworden waren. Neben dem Torfstechen ließ sich auch in einer Spinnerei, die 1824 in Karlshuld eingerichtet wurde, Geld verdienen. Dieser Betrieb ging aber schon 1830 wieder ein. Die Korbflechterei, die bis in die 1950er Jahre intensiv betrieben wurde, war ein langlebigerer Wirtschaftszweig in der Region. 1895 errichtete die Korbindustrie-Genossenschaft Donaumoos eine Korbfabrik, die bis 1920 bestand. Sie befand sich auf dem Gelände der heutigen Saatgutreinigungsanlage in Karlshuld. Um die Landwirtschaft auf dem schwierigen Boden voranzubringen, richtete man 1898 außerdem die Moorversuchsanstalt von Karlshuld ein.
Seit 2012 gibt es eine kleine Brauerei in Kleinhohenried. Im Lausbiggl Bräu – „Lausbiggl“ ist die Bezeichnung der Einheimischen für Kleinhohenried – braut Matthias Köstler verschiedene Biersorten, die in mehreren Geschäften in Karlshuld zu erwerben sind.

## Verkehr
Die nächstgelegenen Schienenanschlüsse befinden sich in Weichering und in Niederarnbach.

## Bildung

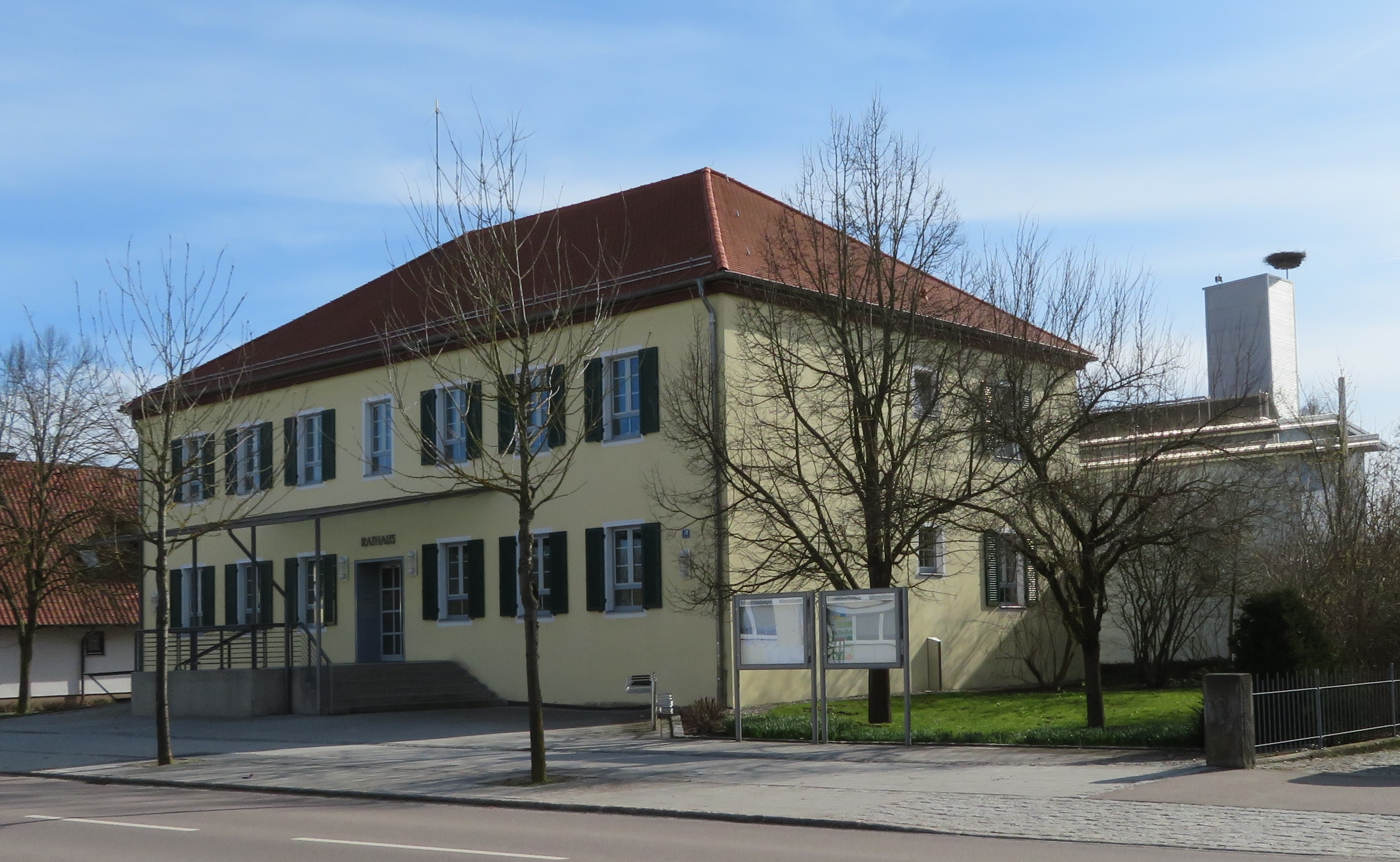
Die ehemalige Mädchenschule

Die allgemeine Schulpflicht wurde zwar 1802 schon eingeführt, aber in Karlshuld erst ab 1804 erfüllt. Zunächst wurde der Unterricht im Pfarrhaus erteilt, 1829 wurde das erste Schulhaus aus Holz errichtet, 1841 ein festes Schulhaus neben der Kirche St. Ludwig. 1856 wurde die gegenüber der Kirche errichtete Mädchenschule, das heutige Rathaus von Karlshuld, eingeweiht. Ab diesem Zeitpunkt wurde der dreigeschossige Schulbau für die Knabenschule genutzt. Unterricht für evangelische Kinder gab es ab 1834 im evangelischen Vikarhaus. 1964 wurde in der Gemeinde Karlshuld eine Volksschule mit Turnhalle gebaut, die 1970 und 1992 erweitert wurde und mittlerweile als Grund- und Hauptschule geführt wird. Die Klassen 7 bis 9 werden auch von den Kindern aus Königsmoos besucht. Es gibt außerdem auch einen Kindergarten in Karlshuld.

## Kultur und Sehenswürdigkeiten

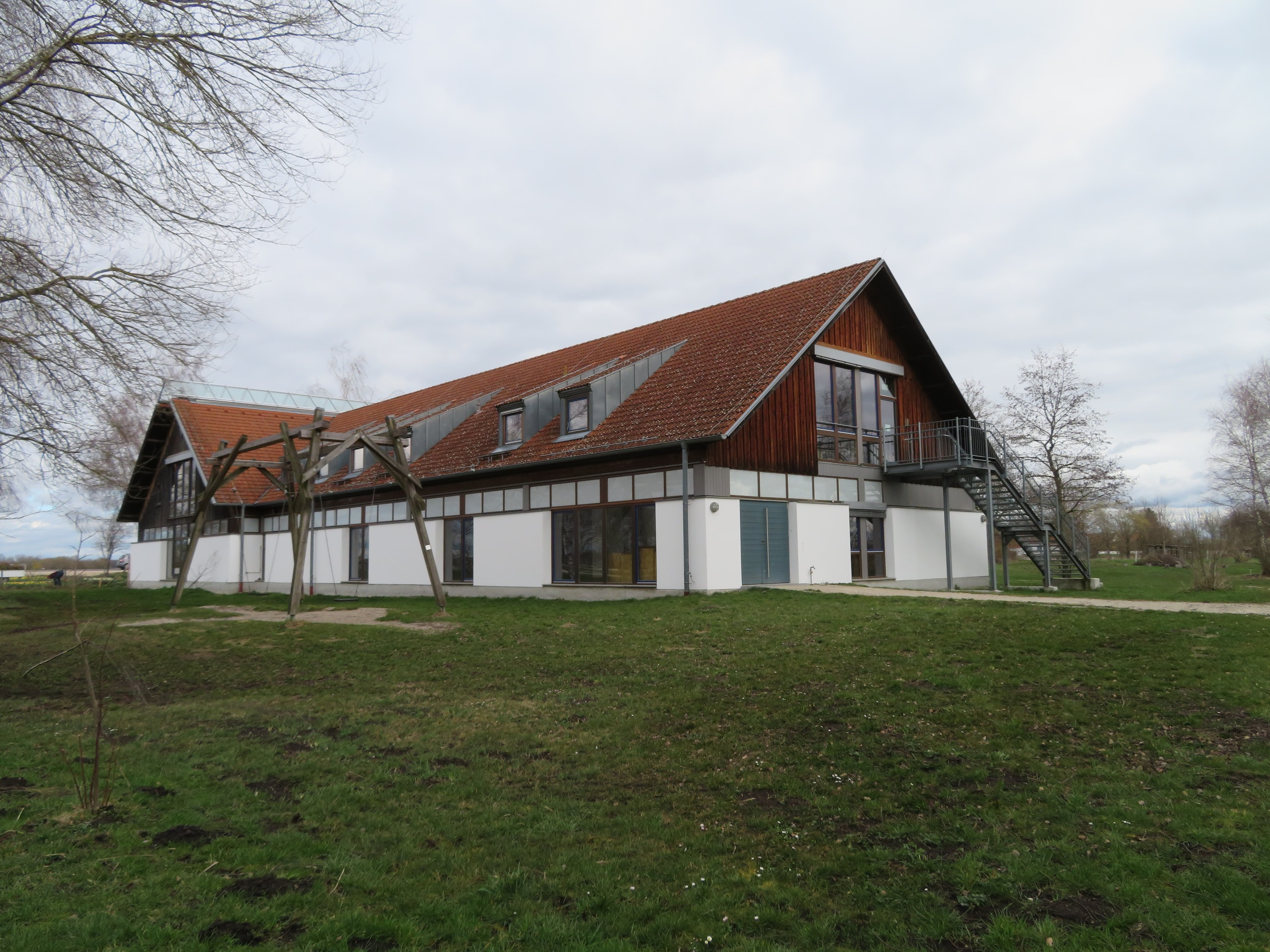
Das Haus im Moos

Das Haus im Moos in Kleinhohenried ist ein Freilichtmuseum mit Umweltbildungs- und Tagungsstätte, in dem über die Besiedlungsgeschichte des Donausmooses informiert wird. Es wurde im Jahr 1998 eröffnet.

## Persönlichkeiten
- Roland Weigert (* 1968), Landtagsabgeordneter, ehemaliger Staatssekretär und ehemaliger Landrat, wohnt im Ort